# Socialisti di Sinistra
I Socialisti di Sinistra (in danese: Venstresocialisterne - VS) furono un partito politico danese di orientamento socialista rivoluzionario e anti-capitalista operativo dal 1967 al 1998.

## Storia
Il partito fu fondato dalla componente di sinistra del Partito Popolare Socialista; si attestò attorno al 2-3% dal 1968 al 1984, entrando spesso nel Folketing danese.
Nel 1998 confluì nell'Alleanza Rosso-Verde, insieme al Partito Comunista di Danimarca e al Partito dei Lavoratori Socialisti; contemporaneamente, i suoi esponenti dettero vita ad un'omonima associazione politica, che proseguì la propria attività fino al 2013.